# آرنولد لچلر
آرنولد لچلر (انگلیسی: Arnold Lechler؛ زادهٔ ۲۸ آوریل ۱۹۹۱) بازیکن فوتبال اهل روسیه است.